# 王明宇公馆旧址
王明宇公馆为原奉海铁路公司总办，东三省交涉总署署长王明宇在沈阳的故居，旧址位于辽宁省沈阳市大东区如意五路14号。目前，王明宇公馆旧址被列为沈阳市文物保护单位进行保护。

## 历史沿革
1922年，奉系决定在修筑始发站为奉海站的奉海铁路以摆脱日俄两国对东北铁路的控制。作为奉海铁路公司总办的王明宇，为方便监督铁路建设进度，把公馆设在了奉海站的附近。2008年10月27日，王明宇公馆被列为第三批沈阳市文物保护单位。目前，王明宇公馆被占用为大东区图书馆。

## 建筑
王明宇公馆建于民国初期，建筑面积3260平方米，占地面积5190平方米。公馆整体呈“凹”字形，分为主楼及东南、西南、西北方向三座厢楼。公馆主楼、厢楼均为二层建筑，砖木结构。